# Phigys
Phigys is een als overbodig beschouwd monotypisch geslacht van vogels uit de familie Psittaculidae (papegaaien van de Oude Wereld) en de groep van de lori's. De enige soort:
- Vini solitaria synoniem Phigys solitarius - gekraagde lori